# Cmentarz ewangelicki w Stokach
Cmentarz ewangelicki w Stokach – cmentarz znajdujący się w leśnym zagajniku pośród pól we wsi Stoki.
Cmentarz został założony w XIX wieku. Do naszych czasów zachowało się kilkanaście mocno zniszczonych nagrobków z napisami w języku polskim i niemieckim spośród których najstarsze pochodzą z lat 80. XIX wieku.